# Norway Township (Michigan)
Die Norway Township ist eine von sieben Townships im Dickinson County im US-amerikanischen Bundesstaat Michigan. Das U.S. Census Bureau hat bei der Volkszählung 2020 eine Einwohnerzahl von 1535 ermittelt.

## Geografie
Die Norway Township liegt im mittleren Westen der Oberen Halbinsel von Michigan am Menominee River, der bis zu seiner Mündung in den Michigansee die Grenze zu Wisconsin bildet. Die Township grenzt an die gleichnamige Stadt Norway, ohne dass diese der Township angehört. Die Stadt Iron Mountain liegt wenige Kilometer westlich.

## Verkehr
Der U.S. Highway 2 verläuft in West-Ost-Richtung durch die Township. Alle weiteren Straßen sind untergeordnete Landstraßen, teils unbefestigte Fahrwege sowie innerörtliche Verbindungsstraßen.
Parallel zum US 2 verläuft für den Frachtverkehr eine Eisenbahnstrecke der Canadian National Railway.
Mit dem Ford Airport in Iron Mountain befindet sich rund 25 km westlich der nächste Regionalflughafen.

## Geschichte
Am 12. September 1877 ließ sich hier eine Bergbaugesellschaft nieder, nachdem 1872 Erkundungsarbeiten der Milwaukee Iron Company zur Errichtung der berühmten Vulcan Mine geführt hatten. Hieraus entwickelte sich mit Vulcan bald die einzige Ortschaft innerhalb der Township.

## Bevölkerung
Nach der Volkszählung im Jahr 2010 lebten in der Town of Norway 1489 Menschen in 623 Haushalten. Die Bevölkerungsdichte betrug 6,4 Einwohner pro Quadratkilometer. In den 623 Haushalten lebten statistisch je 2,36 Personen.
Ethnisch betrachtet setzte sich die Bevölkerung zusammen aus 98,6 Prozent Weißen, 0,1 Prozent Afroamerikanern, 0,3 Prozent Asiaten sowie 0,1 Prozent aus anderen ethnischen Gruppen; 0,9 Prozent stammten von zwei oder mehr Ethnien ab. Unabhängig von der ethnischen Zugehörigkeit waren 0,4 Prozent der Bevölkerung spanischer oder lateinamerikanischer Abstammung.
19,1 Prozent der Bevölkerung waren unter 18 Jahre alt, 61,6 Prozent waren zwischen 18 und 64 und 19,3 Prozent waren 65 Jahre oder älter. 49,0 Prozent der Bevölkerung waren weiblich.
Das mittlere jährliche Einkommen eines Haushalts lag bei 54.239 USD. Das Pro-Kopf-Einkommen betrug 29.849 USD. 4,0 Prozent der Einwohner lebten unterhalb der Armutsgrenze.

## Bekannte Bewohner
- Charlotte Armstrong, amerikanische Kriminalautorin, wurde hier am 2. Mai 1905 geboren